# راتشنت أند كلانك: غوينغ موبايل
راتشنت أند لانك: غوينغ موبايل (بالإنجليزية: Ratchet & Clank: Going Mobile)‏ ، هي لعبة فيديو إلكترونية نشرها شركة سوني بيكشرز موبايل سنة 2005م، وتعمل حصراً على نظام الهاتف المحمول في أمريكا الشمالية.

## وصلة خارجية
Site Oficial do Ratchet & Clank: Going Mobile